# Jô
João Alves de Assis Silva (São Paulo, 20 maart 1987) - alias Jô - is een Braziliaans voetballer die doorgaans als aanvaller speelt. Hij tekende in januari 2018 een driejarig contract bij Nagoya Grampus. Jô debuteerde in 2007 in het Braziliaans voetbalelftal.

## Clubcarrière

### Corinthians
Jô werd op zestienjarige leeftijd opgenomen in de jeugdopleiding van Corinthians. In 2003 maakte hij hiervoor zijn profdebuut. Hij maakte in januari 2006 de overstap naar CSKA Moskou.

### CSKA Moskou
Bij CSKA kwam Jô in de spits te staan, samen met zijn landgenoot Vágner Love. In het eerste seizoen kampte hij met de nodige blessures, maar hij maakte desondanks veertien doelpunten in achttien wedstrijden. Uiteindelijk werd hij in 2006 samen met Roman Pavljoetsjenko topscorer van de Premjer-Liga. Het volgende seizoen maakte hij opnieuw indruk door twee doelpunten te maken tegen Internazionale in de groepsfase van de UEFA Champions League. Nationaal ging het CSKA voor de wind: met de topclub won Jô in drie seizoenen vier prijzen.

### Manchester City
Na weken van onderhandelen maakte Jô in de zomer van 2008 de overstap naar het ambitieuze Manchester City, na ook in de belangstelling te hebben gestaan van het Spaanse Valencia. Door de gesprekken met manager Mark Hughes bleek de interesse van Manchester het meest concreet. Ondanks dat de exacte transfersom niet bekend werd gemaakt, werd bevestigd dat een hoger bedrag geboden moest worden voor Jô dan voor Nicolas Anelka, die in 2002 overkwam van Paris Saint-Germain voor dertien miljoen pond. Het zou om een bedrag van achttien miljoen pond gaan, waarmee hij de duurste speler uit de geschiedenis van Manchester City tot dan toe werd. Enkele maanden later nam Robinho dit record van hem over.
Door de hoge transfersom werd het nodige verwacht van Jô, die na negen competitiewedstrijden slechts één doelpunt op zijn naam had staan. Ook in de overige negen wedstrijden scoorde hij maar tweemaal. Door zijn gebrek aan scorend vermogen raakte hij zijn basisplaats kwijt en raakte hij uit beeld bij de trainer. In Manchester viel hij meer op door zijn nachtelijke activiteiten, waarmee hij de Engelse tabloids haalde.

### Everton
Tijdens de winterstop ging Everton met Manchester City in gesprek. Door blessures bij Yakubu, Vaughan en Saha had coach David Moyes nog slechts één optie over voor de spitspositie. Daarom werd Jô voor de duur van een half jaar gehuurd van de Citizens met een optie tot koop. Bij zijn debuutwedstrijd (3–0 winst) tegen Bolton Wanderers maakte hij meteen twee doelpunten. Het volgende seizoen werd hij nog een keer gehuurd door Everton.
Na een jaar bij Everton te hebben gespeeld was Jô ook daar uit de gratie geraakt. Vanaf het seizoen 2009/2010 behoorde de Braziliaan niet meer tot de basiself.

### Galatasaray
Begin 2010 nam Galatasaray SK contact op met de spits, die graag weg wilde vertrekken bij Manchester. Trainer Frank Rijkaard besloot de spits voor een half jaar te huren van Manchester City. Jô debuteerde op 24 januari in een competitiewedstrijd tegen Gaziantepspor en wist een week later zijn eerste competitiedoelpunt te maken tegen Denizlispor, waardoor Galatasaray het duel met 2–1 wist te winnen.

### Manchester City
Na het avontuur bij Galatasaray keerde Jô terug naar Manchester waar hij een nieuwe kans kreeg van trainer Roberto Mancini. Tijdens het seizoen 2010/11 viel de aanvaller negenmaal in en kreeg hij drie basisplaatsen. Hij wist Mancini echter niet te overtuigen, waarna City besloot om Jô op 20 juli 2011 terug te laten keren naar zijn geboorteland. Daar ondertekende de spits een contract bij SC Internacional.

## Interlandcarrière
In mei 2007 werd Jô voor het eerst opgeroepen voor het Braziliaans voetbalelftal; tijdens de oefenwedstrijd tegen Engeland bleef hij echter negentig minuten op de reservebank. Zijn debuut maakte hij vervolgens een maand later in de vriendschappelijke wedstrijd tegen Turkije, op negentienjarige leeftijd. Een jaar later was hij aanwezig op het voetbaltoernooi van de Olympische Spelen 2008. In de voorbereidingswedstrijd tegen Singapore maakte hij een doelpunt waardoor uiteindelijk met 3–0 werd gewonnen. Op de Spelen viel hij slechts tijdens enkele wedstrijden in. Wel scoorde hij tweemaal in de troostfinale tegen België, waardoor het Braziliaans olympisch elftal uiteindelijk met de bronzen medaille naar huis ging. Bondscoach Luiz Felipe Scolari nam hem in mei 2014 op in de selectie voor het wereldkampioenschap voetbal 2014 in eigen land. In de openingswedstrijd (3–1) kwam Jô niet in actie, maar in het tweede groepsduel tegen Mexico viel hij na 68 minuten in voor Fred. Samen met Bernard en Neymar wist hij echter niet tot scoren te komen (0–0).
| Interlands van Jô voor Brazilië | Interlands van Jô voor Brazilië | Interlands van Jô voor Brazilië | Interlands van Jô voor Brazilië | Interlands van Jô voor Brazilië | Interlands van Jô voor Brazilië | Interlands van Jô voor Brazilië |
| №                               | Datum                           | Wedstrijd                       | Uitslag                         | Competitie                      | Goals                           | Assists                         |
| Als speler van CSKA Moskou      | Als speler van CSKA Moskou      | Als speler van CSKA Moskou      | Als speler van CSKA Moskou      | Als speler van CSKA Moskou      | Als speler van CSKA Moskou      | Als speler van CSKA Moskou      |
| ------------------------------- | ------------------------------- | ------------------------------- | ------------------------------- | ------------------------------- | ------------------------------- | ------------------------------- |
| 1                               | 5 juni 2007                     | Turkije – Brazilië              | 0 – 0                           | Vriendschappelijk               | 0                               | 0                               |
| Als speler van Manchester City  |                                 |                                 |                                 |                                 |                                 |                                 |
| 2                               | 8 september 2008                | Chili – Brazilië                | 0 – 3                           | Kwalificatie WK 2010            | 0                               | 0                               |
| 3                               | 16 oktober 2008                 | Brazilië – Colombia             | 0 – 0                           | Kwalificatie WK 2010            | 0                               | 0                               |
| Als speler van Atlético Mineiro |                                 |                                 |                                 |                                 |                                 |                                 |
| 4                               | 9 juni 2013                     | Brazilië – Frankrijk            | 3 – 0                           | Vriendschappelijk               | 0                               | 0                               |
| 5                               | 15 juni 2013                    | Brazilië – Japan                | 3 – 0                           | Confederations Cup              | 1                               | 0                               |
| 6                               | 19 juni 2013                    | Brazilië – Mexico               | 2 – 0                           | Confederations Cup              | 1                               | 0                               |
| 7                               | 1 juli 2013                     | Brazilië – Spanje               | 3 – 0                           | Confederations Cup              | 0                               | 0                               |
| 8                               | 14 augustus 2013                | Zwitserland – Brazilië          | 1 – 0                           | Vriendschappelijk               | 0                               | 0                               |
| 9                               | 7 september 2013                | Brazilië – Australië            | 6 – 0                           | Vriendschappelijk               | 2                               | 0                               |
| 10                              | 11 september 2013               | Brazilië – Portugal             | 3 – 1                           | Vriendschappelijk               | 1                               | 0                               |
| 11                              | 12 oktober 2013                 | Zuid-Korea – Brazilië           | 0 – 2                           | Vriendschappelijk               | 0                               | 0                               |
| 12                              | 15 oktober 2013                 | Brazilië – Zambia               | 2 – 0                           | Vriendschappelijk               | 0                               | 0                               |
| 13                              | 17 november 2013                | Honduras – Brazilië             | 0 – 5                           | Vriendschappelijk               | 0                               | 0                               |
| 14                              | 20 november 2013                | Brazilië – Chili                | 2 – 1                           | Vriendschappelijk               | 0                               | 0                               |
| 15                              | 5 maart 2014                    | Zuid-Afrika – Brazilië          | 0 – 5                           | Vriendschappelijk               | 0                               | 1                               |
| 16                              | 3 juni 2014                     | Brazilië – Panama               | 4 – 0                           | Vriendschappelijk               | 0                               | 0                               |
| 17                              | 6 juni 2014                     | Brazilië – Servië               | 1 – 0                           | Vriendschappelijk               | 0                               | 0                               |
| 18                              | 17 juni 2014                    | Brazilië – Mexico               | 0 – 0                           | WK 2014                         | 0                               | 0                               |

Bijgewerkt op 20 juni 2014.

## Spelersstatistieken
| Seizoen | Club             | Land                         | Competitie         | Wed. | Goals |
| ------- | ---------------- | ---------------------------- | ------------------ | ---- | ----- |
| 2003    | Corinthians      | Brazilië                     | Série A            | 14   | 1     |
| 2004    | Corinthians      | Brazilië                     | Série A            | 42   | 8     |
| 2005    | Corinthians      | Brazilië                     | Série A            | 25   | 4     |
| 2006    | CSKA Moskou      | Rusland                      | Premjer-Liga       | 18   | 14    |
| 2007    | CSKA Moskou      | Rusland                      | Premjer-Liga       | 27   | 13    |
| 2008    | CSKA Moskou      | Rusland                      | Premjer-Liga       | 8    | 3     |
| 2008/09 | Manchester City  | Engeland                     | Premier League     | 9    | 1     |
| 2008/09 | → Everton        | Engeland                     | Premier League     | 12   | 5     |
| 2009/10 | → Everton        | Engeland                     | Premier League     | 15   | 0     |
| 2009/10 | → Galatasaray    | Turkije                      | Türkcell Super Lig | 13   | 3     |
| 2010/11 | Manchester City  | Engeland                     | Premier League     | 12   | 0     |
| 2011    | Internacional    | Brazilië                     | Série A            | 16   | 2     |
| 2012    | Atletico Mineiro | Brazilië                     | Série A            | 29   | 10    |
| 2013    | Atletico Mineiro | Brazilië                     | Série A            | 21   | 6     |
| 2014    | Atletico Mineiro | Brazilië                     | Série A            | 16   | 0     |
| 2015    | Atletico Mineiro | Brazilië                     | Série A            | 3    | 1     |
| 2015/16 | Al-Shabab        | Verenigde Arabische Emiraten | VAE Liga           | 13   | 8     |
| 2015/16 | Jiangsu Suning   | China                        | Super League       | 17   | 6     |
| 2017    | Corinthians      | Brazilië                     | Série A            | 34   | 18    |
| 2018    | Nagoya Grampus   | Japan                        | J1 League          | 28   | 21    |
| Totaal  | Totaal           | Totaal                       | Totaal             | 372  | 124   |

## Erelijst
Corinthians
- Campeonato Brasileiro

2005
 CSKA Moskou
- Russisch landskampioen

2006
- Russische Beker

2006
- Russische Superbeker

2006, 2007
 SC Internacional
- Recopa Sudamericana

2011
- Campeonato Gaúcho

2012
 Atlético Mineiro
- Campeonato Mineiro

2013, 2015
- Copa Libertadores

2013
- Recopa Sudamericana

2014
- Copa do Brasil

2014
 Brazilië
- FIFA Confederations Cup

2013
- Olympische Spelen

 2008